# Alloperla atlantica
Alloperla atlantica är en bäcksländeart som beskrevs av Baumann 1974. Alloperla atlantica ingår i släktet Alloperla och familjen blekbäcksländor. Inga underarter finns listade i Catalogue of Life.